# 白洞街道
白洞街道，是中华人民共和国山西省大同市云冈区下辖的一个乡镇级行政单位。2021年3月，撒销白洞街道，与大斗沟街道、四老沟街道、同家梁街道和永定庄街道合并设立玉龙街道。

## 行政区划
白洞街道下辖以下地区：
桥西街社区。